# Acide tridécanoïque
L'acide tridécanoïque ou acide tridécylique est un acide gras saturé de formule CH3(CH2)11COOH. Il est communément présent en faibles quantités dans les produits laitiers.

## Occurrence
Comme la plupart des acides gras avec un nombre impair d'atomes de carbone, l'acide tridécanoïque est assez rare dans la nature et lorsqu'il est présent, il l'est à faible concentration.
Il représente par exemple entre 0,24 % et 0,64 % des acides gras trouvés chez les cyanobactéries.
Il est également présent dans l'huile essentielle issue de la feuille de rue officinale à hauteur de 0,07 % et dans l'huile esentielle issue de la carambole à hauteur de 0,3 %.
Il est en revanche le principal acide gras (90 %) présent dans la graine d'une plante australienne, Stackhousia tryonii.

## Synthèse
L'acide tridécanoïque peut être obtenu par oxydation du tétradécène en présence de permanganate de potassium.

## Utilisation
L'acide tridécanoïque est utilisé dans des concentrations allant jusqu'à 8 % dans certains parfums. En raison de sa rareté et  de ses faibles concentrations dans la matière organique, il est utilisé comme étalon interne pour la chromatographie en phase gazeuse.